# Vechec
Vechec (maďarsky Vehéc) je obec na Slovensku v okrese Vranov nad Topľou. Žije zde přibližně 2 800 obyvatel.

## Historie
První písemná zmínka o obci pochází z roku 1327, ve které se řeší spor o vlastnictví obce mezi Rozgonyovci a Nekchyovci. Další spor o obec je zaznamenán v roce 1399. Obec vznikla pravděpodobně v první polovině 14. století podle zákupního práva. Název pochází od prvního šoltyse. Obec náležela pod panství hradu Čičava a od 17.náleželi zemanům. V roce 1493 měla obec z 14 usedlostí sedm opuštěných, v roce 1557 platila daň z šesti port. V roce 1787 žilo v 63 domech 551 obyvatel, v roce 1828 žilo 660 obyvatel v 85 domech. Hlavní obživou bylo zemědělství a ovocnářstvím.

## Poloha
Vechec leží na náplavovém kuželu potoka Lomnice, pravostranného přítoku Topľy, v nadmořské výšce 184 m. Západně od obce se nachází Slanské vrchy, jihovýchodně terén klesá do Východoslovenské nížiny. Území, které leží v nadmořské výšce 160–483 m n. m., je v západní části zalesněné. Dva kilometry východně od obce leží město Vranov nad Topľou.

### Sousední obce
Vechec je obklopen sousedními obcemi Čaklov na severu, Vranov nad Topľou na východě, Kamenná Poruba, Davidov a  Bánské na jihu a Juskova Voľa na západě.